# Copilul trupei (film)
Copilul trupei (titlul original: în cehă Práče) este un film de familie cehoslovac, realizat în 1960 de regizorul Karel Kachyňa, după romanul omonim din 1959 al scriitorului Jan Mareš. În rolul principal Michael Koblic, în alte roluri Vladimír Hlavatý, Gustáv Valach și Vladimír Menšík.

## Rezumat
Povestea băiețelului de nouă ani František Bureš, pe care l-a eliberat ca orfan în timpul celui de-al doilea Război Mondial de către Armatei Sovietică dintr-un lagăr de concentrare din estul Poloniei, și care apoi ajunge în corpul de armată care luptă pentru Pasul Dukla.
Soldații spălătoriei de campanie, la care este repartizat František, îl adoptă repede pe băiat. Cu toate acestea, lui František, care primește porecla Práče (după copiii războinici huși) pentru entuziasmul său pentru război, nu-i face plăcere lucrul la spălătorie. Nu-i place să care săpun, să numere rufele spălate și alte lucrări auxiliare. El încearcă constant să intre în acțiunile de luptă pentru a-și putea dovedi curajul.
Printre altele, o surprinde pe fetița Marijka, care a trecut din greșeală linia frontului în timp ce păștea vaca Lysani. Soldații sunt de acord, în cele din urmă, să-l învețe cum să folosească o armă și să-l trimită ca legătură la artilerie. Acolo va vedea pentru prima dată un adevărat câmp de luptă. În timpul uneia dintre sarcinile sale, František descoperă spioni germani în uniforme sovietice și i se acordă Medalia Meritul pentru aceasta. La sfârșitul filmului, cei doi copii, însoțiți de șeful spălătoriei „Slepejš”, trec granița în teritoriul cehoslovac nou eliberat.

## Distribuție
- Michael Koblic – František Bureš / copil de trupă
- Vladimír Hlavatý – maestru de spălătorie /caporalul Krupka/ Slepejš
- Gustáv Valach – omul bâlbâit Šamonil
- Vladimír Menšík – bucătarul militar Josef Pekárek
- Marie Magdolenová – Marijka Kalinčuková
- Bohuš Záhorský – croitorul și cizmarul, bunicul lui Maralík
- Oldřich Musil – soldatul Valda Heller
- Miloslav Holub – maior Kubeš
- František Krahulík – caporalul Kvačil
- Martin Ťapák – soldatul Imrich Gallo
- Jan Pohan – tanchistul
- Ladislav Trojan – ofițerul sovietic
- Stanislav Remunda – sublocotenent Zlonický

## Lansare
Filmul Copilul trupei a avut premiera în cinematograful Mír din Praga pe data de 6 mai 1960.
În România premiera filmului a avut loc la data de 25 decembrie 1961 la cinematograful „Tineretului”, „T. Vladimirescu” și „16 Februarie” din capitală.